# سليم شاه السوري
جلال خان بن شير شاه الشهير باسم سليم شاه أو إسلام شاه. هو ثاني حكام سلالة آل سور. اعتلى العرش في يوم 13 ربيع الأول 952 هـ الموافق ليوم 25 مايو 1545م.
مات في سنة 961 هـ الموافقة لسنة 1554م، وكانت مدة حكمه تسع سنين.